# برآافزا

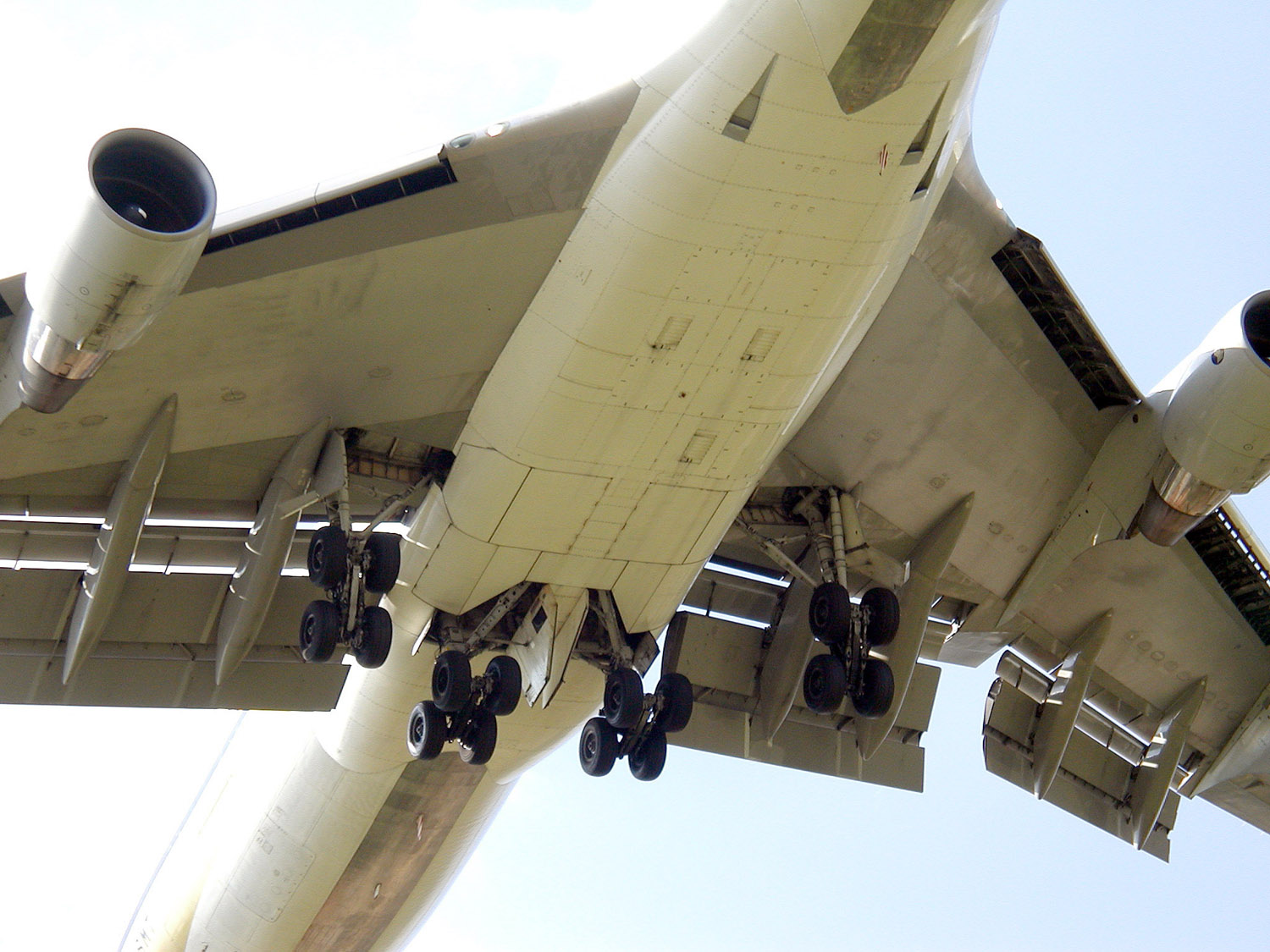
برآافزا با لبه فرار سه‌درزه در یک بوئینگ ۷۴۷ که کاملاً باز شده و آماده نشست می‌باشد.

برآافزا (به انگلیسی: Flap) وسیله‌ای در لبه فرار بال برای افزایش نیروی برآ در بال هواگردها است. نیروی برآ نیروی اصلی عامل نگهدارنده وسایل پرنده در هوا و عامل غلبه بر نیروی وزن هواپیما می‌باشد. نیروی برآ (lift) دارای ارتباط مستقیم با سرعت هواپیما بوده و با افزایش سرعت افزایش و با کاهش سرعت کاهش میابد؛ بنابراین در رژیمهای پروازی برخاست و نشست که سرعت هواپیما کم است برای جبران کمبود نیروی برآ از برآافزا استفاده می‌شود.

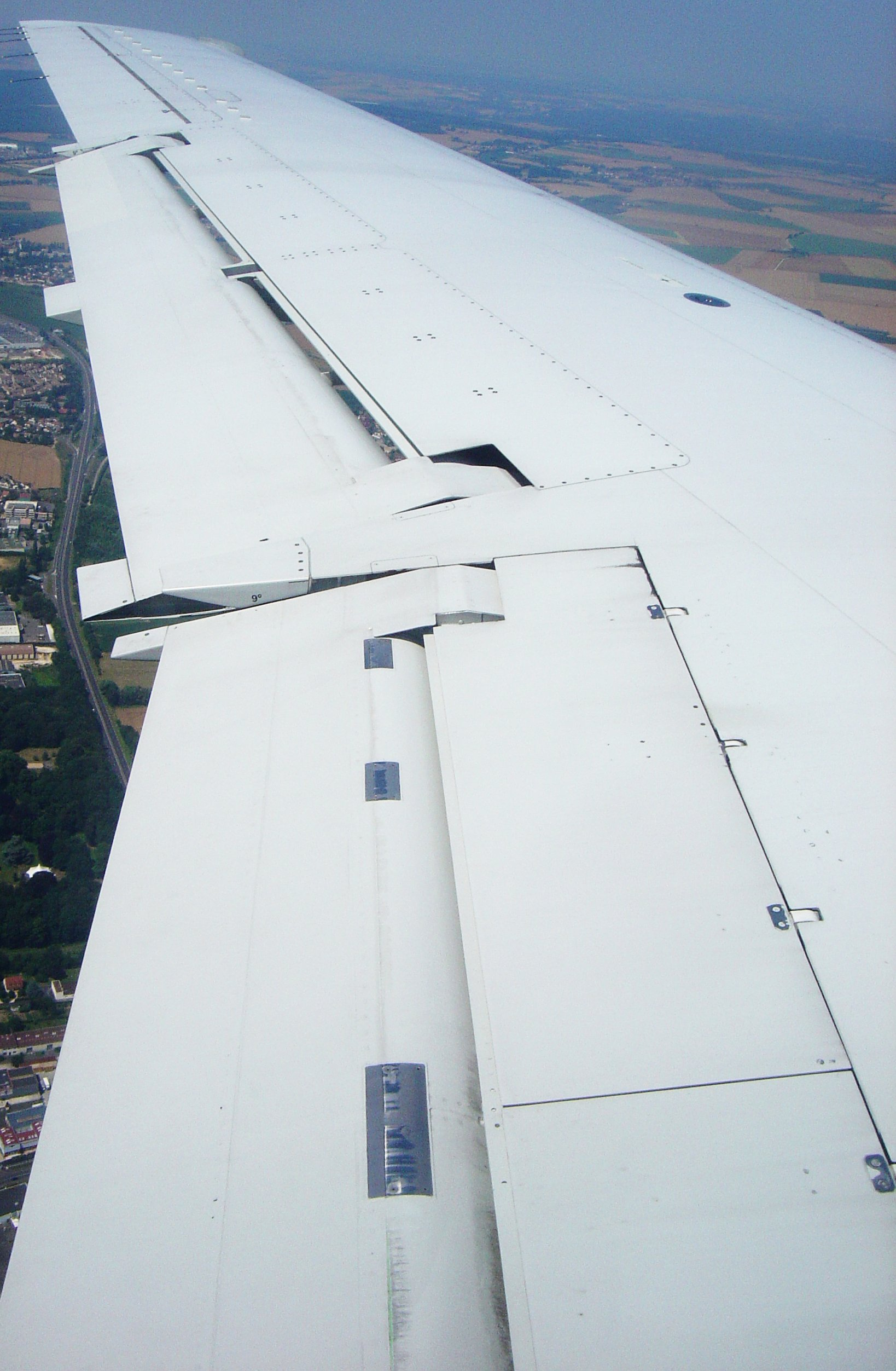
برآافزاهای نیمه‌خوابیده
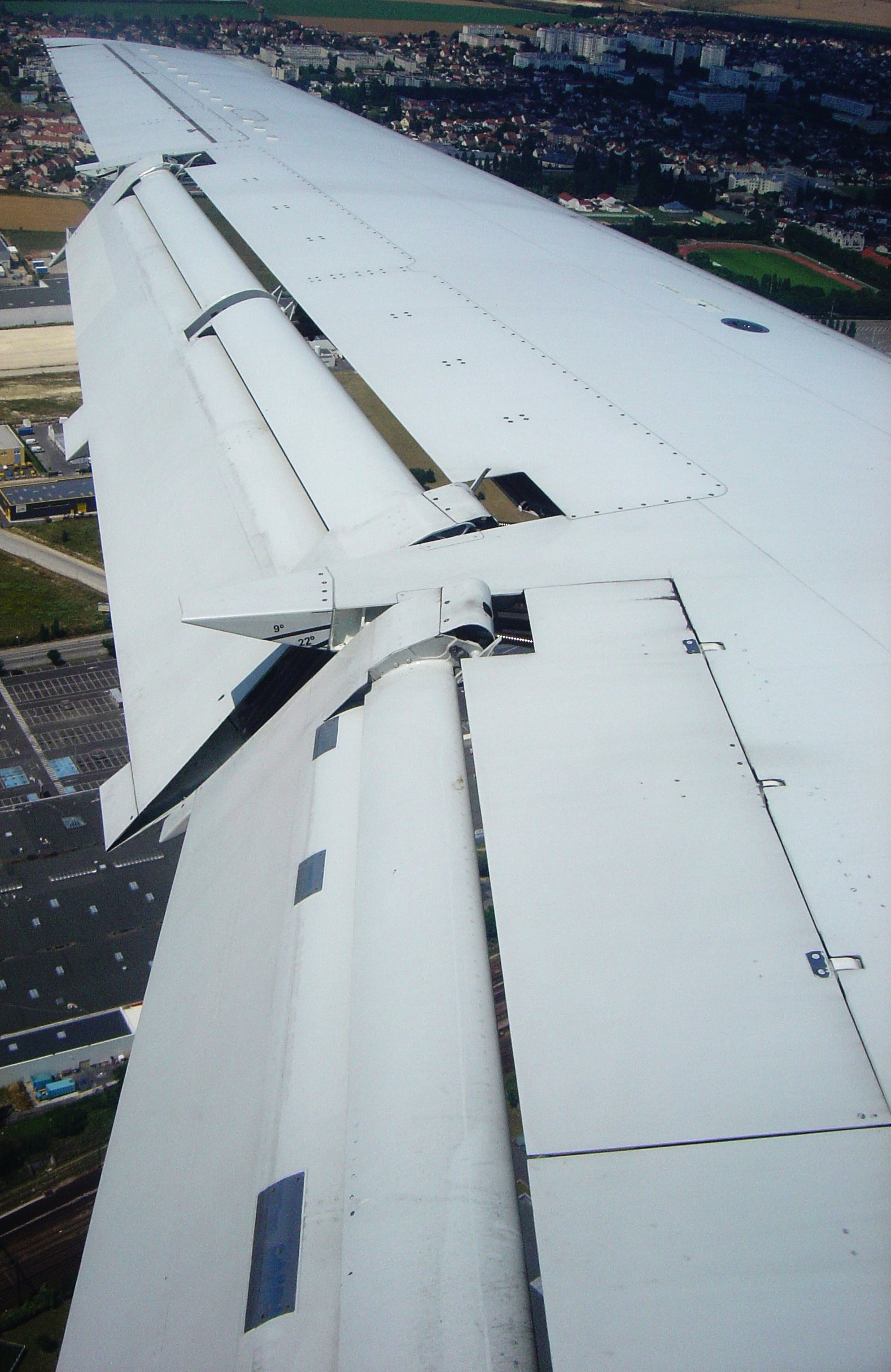
برآافزاهای تمام‌خوابیده
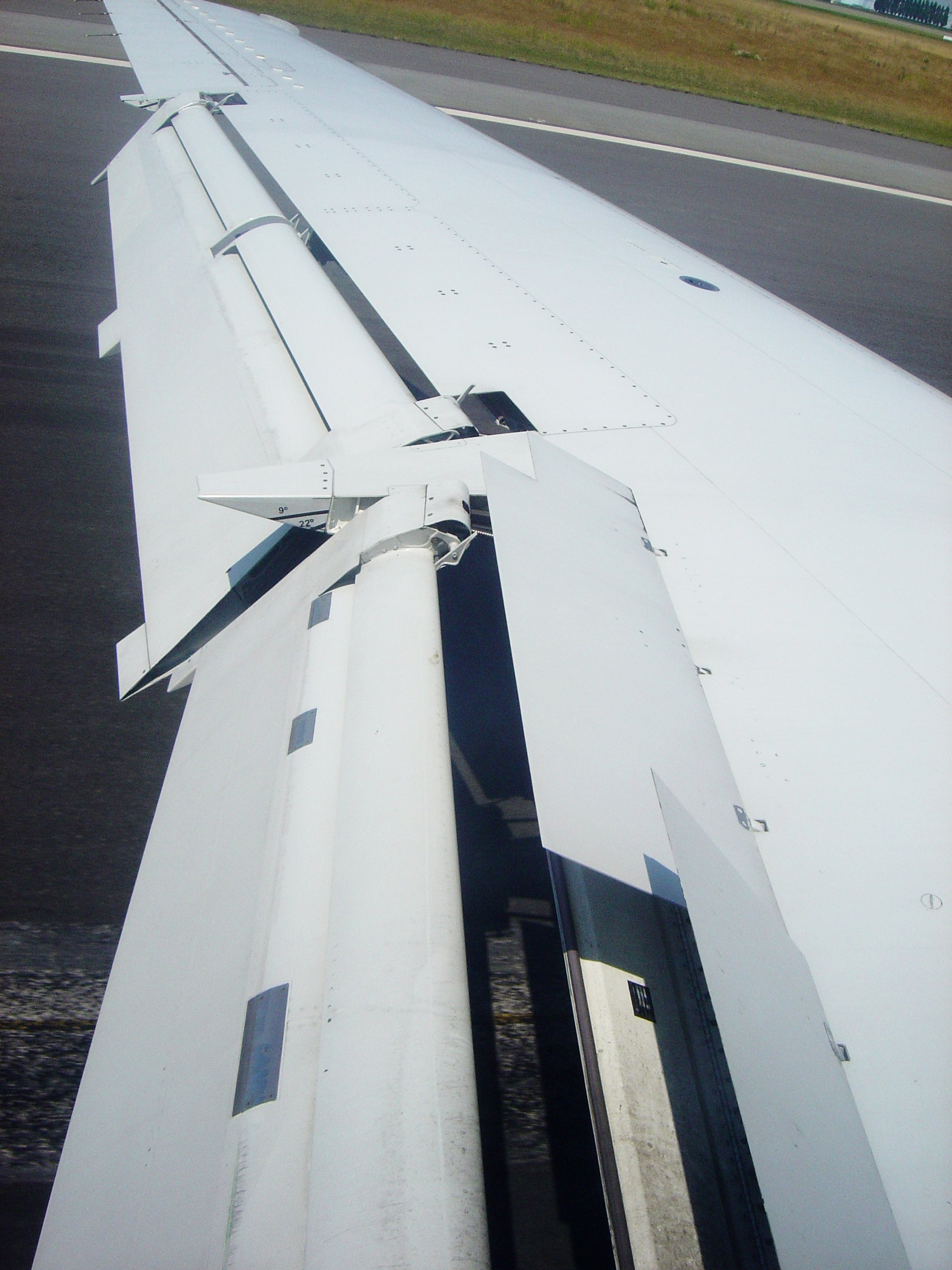
برآافزاهای تمام‌خوابیده به همراه برآکُش‌های باز.

## انواع برآافزا
- flap: فلپی است که در لبه حمله نصب می‌شود و به آن droop هم می‌گویند.
- Plain flap: سطحی در لبه فرار است که دارای یک لولای ساده است.
- Split flap: سطح بالایی آن ثابت می‌ماند و تنها سطح پایینی آن مانند فلپ ساده حرکت می‌کند.
- Fowler flap: قبل از چرخیدن، این فلپ رو به عقب حرکت می‌کند و هم باعث افزایش خمیدگی و هم باعث افزایش سطح بال می‌شود.
- Slotted flap: فاصله میان این نوع فلپ تا انتهای بال باعث ورود جریان پر انرژی به سطح بالای بال شده و از جدایش جلوگیری می‌کند. این نوع فلپ می‌تواند دو تکه و سه تکه هم باشد.